# Barcarozsnyói evangélikus templom
A barcarozsnyói evangélikus templom műemlékké nyilvánított épület Romániában, Brassó megyében. A romániai műemlékek jegyzékében a BV-II-a-A-11763 sorszámon szerepel.